# Mathurin Régnier
Pour les articles homonymes, voir Régnier.
Mathurin Régnier, né le 21 décembre 1573 à Chartres et mort le 22 octobre 1613 à Rouen, est un poète satirique français. 

## Biographie

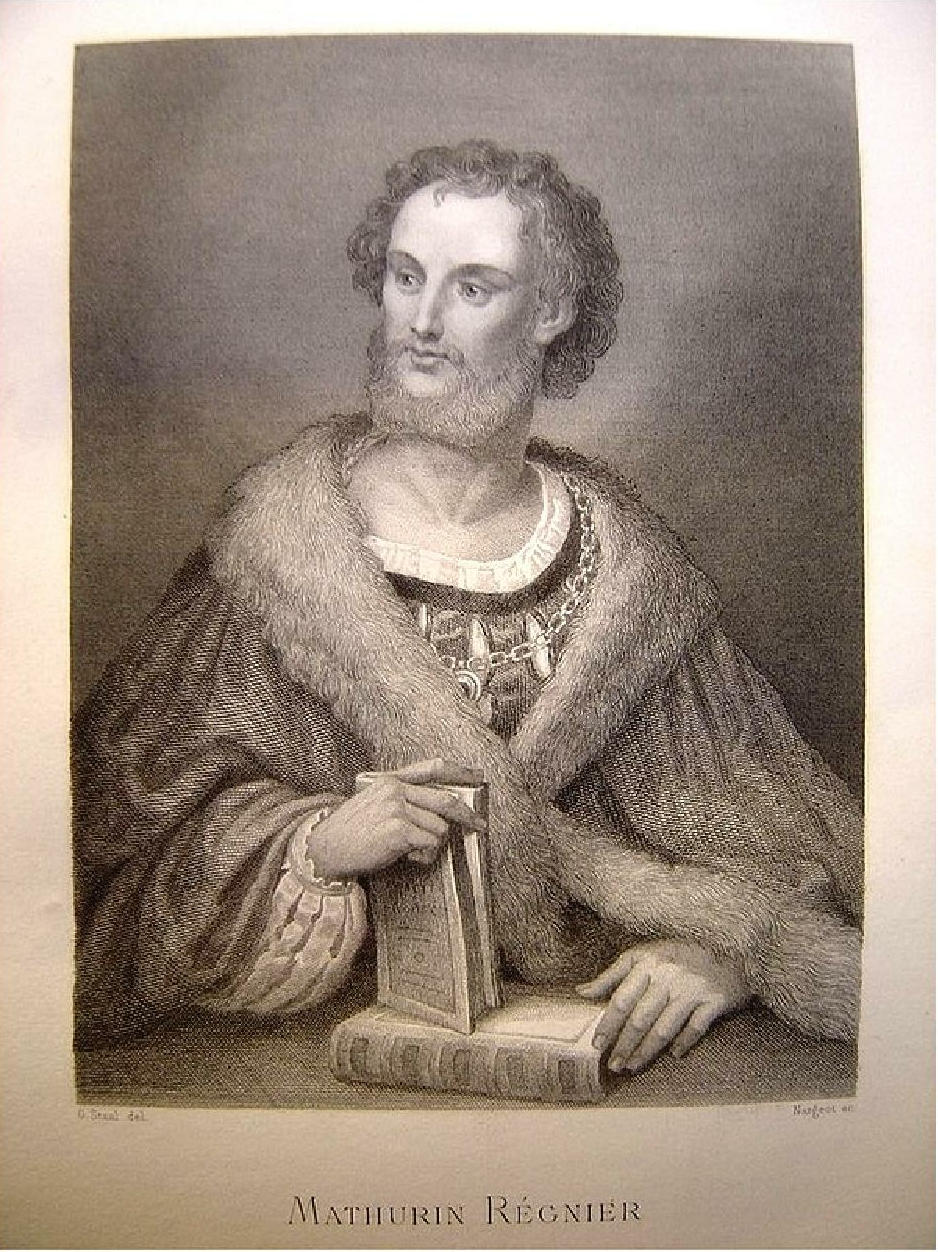
Mathurin Régnier.
Gravure du XIXe siècle.

Mathurin Régnier, l’un des écrivains les moins classiques du XVIIe siècle (en ce qu'il s'oppose par exemple à Malherbe), naît à Chartres, le 21 décembre 1573, l’année qui suit la Saint-Barthélemy. Son père, Jacques Régnier, notable bourgeois de Chartres, est le créateur, sur la place des Halles, d'un jeu de paume, qui reste longtemps célèbre et est connu sous le nom de tripot Régnier. Sa mère, Simone Desportes, est la sœur de l’abbé Desportes, poète connu à l’époque, très bien en cour et pourvu de bénéfices importants.
Son père qui le destine à la succession de son oncle le fait tonsurer à l’âge de sept ans, dans le but de lui assurer la protection de son oncle et de celle de Nicolas de Thou, évêque de Chartres. Mais le jeune Mathurin, n’ayant aucun goût pour l’état ecclésiastique, compromet, par une conduite désordonnée, et sa réputation et une partie des bénéfices qu’il était appelé à recueillir dans la succession de son oncle l’abbé Desportes.
Il entend très souvent lire les poésies de son oncle, plus respecté à Chartres que tout autre poète, et commence à l’imiter par de petits poèmes satiriques sur les honnêtes bourgeois qui fréquentent le tripot de son père. Il se rend ensuite à Paris auprès de son oncle. À vingt ans, il s’attache au service du cardinal de Joyeuse, et, en 1595, fait à sa suite un premier voyage à Rome. Il commence à écrire ses Satires. En 1601, il fait un second voyage à Rome, dans la suite de Philippe de Béthune, nommé ambassadeur par Henri IV, et y reste jusqu’en 1605. Il y écrit sa sixième Satire, mais ne tire guère avantage de ce voyage et revient triste et dégoûté de tout.
De retour à Paris, il rencontre les poètes célèbres de l’époque. Nourri des auteurs anciens, et en particulier d’Horace, Régnier, doué d’un rare bon sens et d’une riche imagination, « donne au langage français une précision, une énergie et une richesse nouvelle pour l’époque ». On peut retenir parmi les jugements sur ce poète, celui de Madeleine de Scudéry, dans la Clélie : « […] Regarde, lui dit-elle, cet homme négligemment habillé et assez mal-propre ; il se nommera Régnier, sera neveu de Desportes et méritera beaucoup de gloire. Il sera le premier qui fera des satires en françois ; et, quoiqu’il ait regardé quelques originaux fameux parmi ceux qui l’auront précédé, il sera pourtant un original en son temps. Ce qu’il fera bien sera excellent, et ce qui sera moindre, sera toujours quelque chose de piquant. Il peindra les vices avec naïveté et les vicieux fort plaisamment. Enfin, il se fera un chemin particulier parmi les poètes de son siècle, où ceux qui voudront le suivre s’égareront bien souvent. »
L’épitaphe si connue qu’il s’est composée lui-même est la fidèle expression de son caractère :

« J’ai vescu sans nul pensement,
Me laissant aller doucement
A la bonne loy naturelle,
Et si m’estonne fort pourquoi
La mort osa songer à moi
Qui ne songeay jamais à elle. »

Sa vie de débauche et de bohème l’empêche d’accéder à la reconnaissance. Il meurt, poursuivi par la maladie et le chagrin, dans une « hostellerie » de la ville de Rouen, à l’âge de 40 ans.

## Œuvres
- Satires N° I à XVI ;
- Épitres ;
- Élégies ;
- Poésies diverses ;
- Poésies spirituelles ;
- Poésies attribuées à Régnier.

Publications postérieures

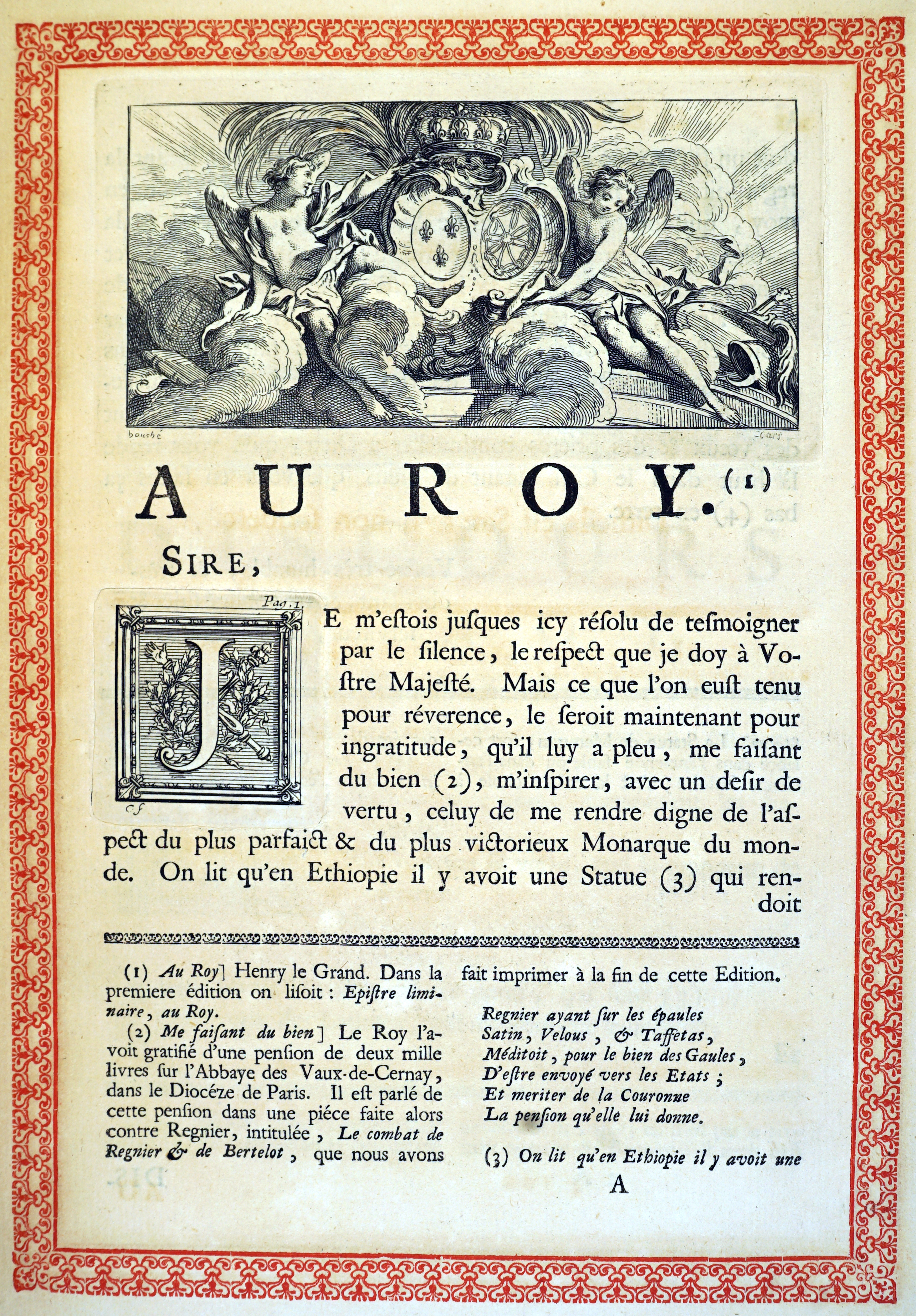
Au Roy dans son œuvre publié en 1733.

- Œuvres complètes de Mathurin Régnier, avec des notes littéraires de Prosper Poitevin. Éditions Garnier, Paris, 1860.
- Oeuvres complètes de Mathurin Regnier sur gallica.bnf.fr
- Oeuvres de Mathurin Regnier, publiées avec préface, notes et glossaire par Louis Lacour, E. Flammarion successeur (Librairie des Bibliophiles), Paris, s.d. (avant 1925), 225 p.
- Œuvres Complètes, Éditions Fernand Roches, Paris, 1930
- Œuvres Complètes, Société d’édition Les Belles Lettres, 1954, broché

## Hommages
- En 1842, Alfred de Musset lui fait honneur dans son poème Sur la paresse ;
- Vers 1846, Eugène Delacroix réalise à l'aquarelle et à la gouache un dessin le représentant (Metropolitan Museum of Art) ;
- Sa ville natale, Chartres, honore sa mémoire avec une rue portant son nom, reliant le boulevard Chasles et la place des Halles. Sur cette place, une stèle lui rend hommage, ainsi qu'à son oncle Philippe Desportes. Dans le quartier de La Madeleine, se trouve également le collège Mathurin-Régnier. Une rue de Maintenon, près de Chartres, porte également son nom ;
- Une rue de Paris porte son nom, dans le 15e arrondissement, entre la rue de Vaugirard et la rue Dutot. Il existe aussi une rue portant son nom à Perpignan, dans le quartier de la gare.

Hommages à Mathurin Régnier
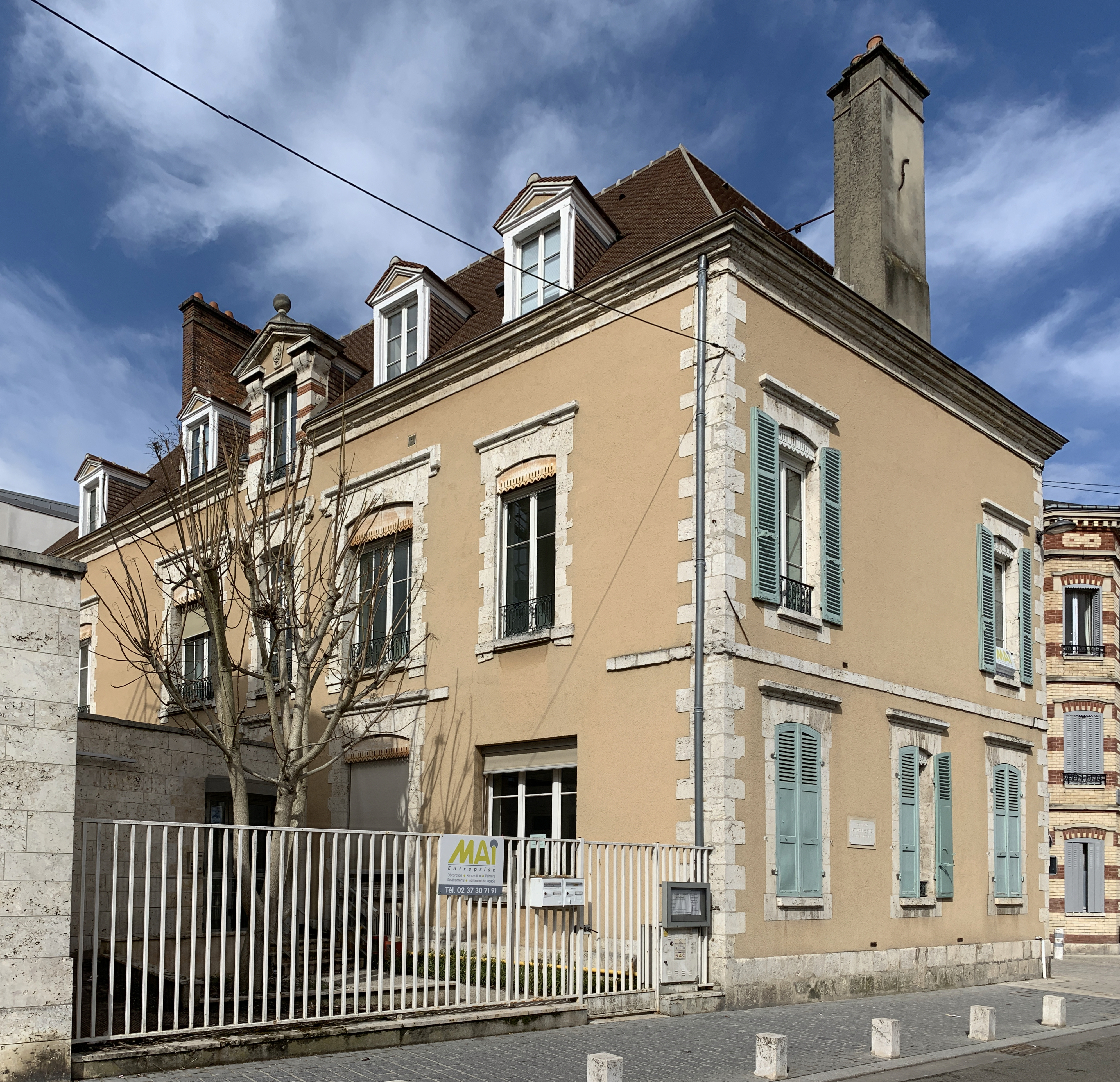
Maison natale de Mathurin Régnier, 5 rue Mathurin Régnier, Chartres.
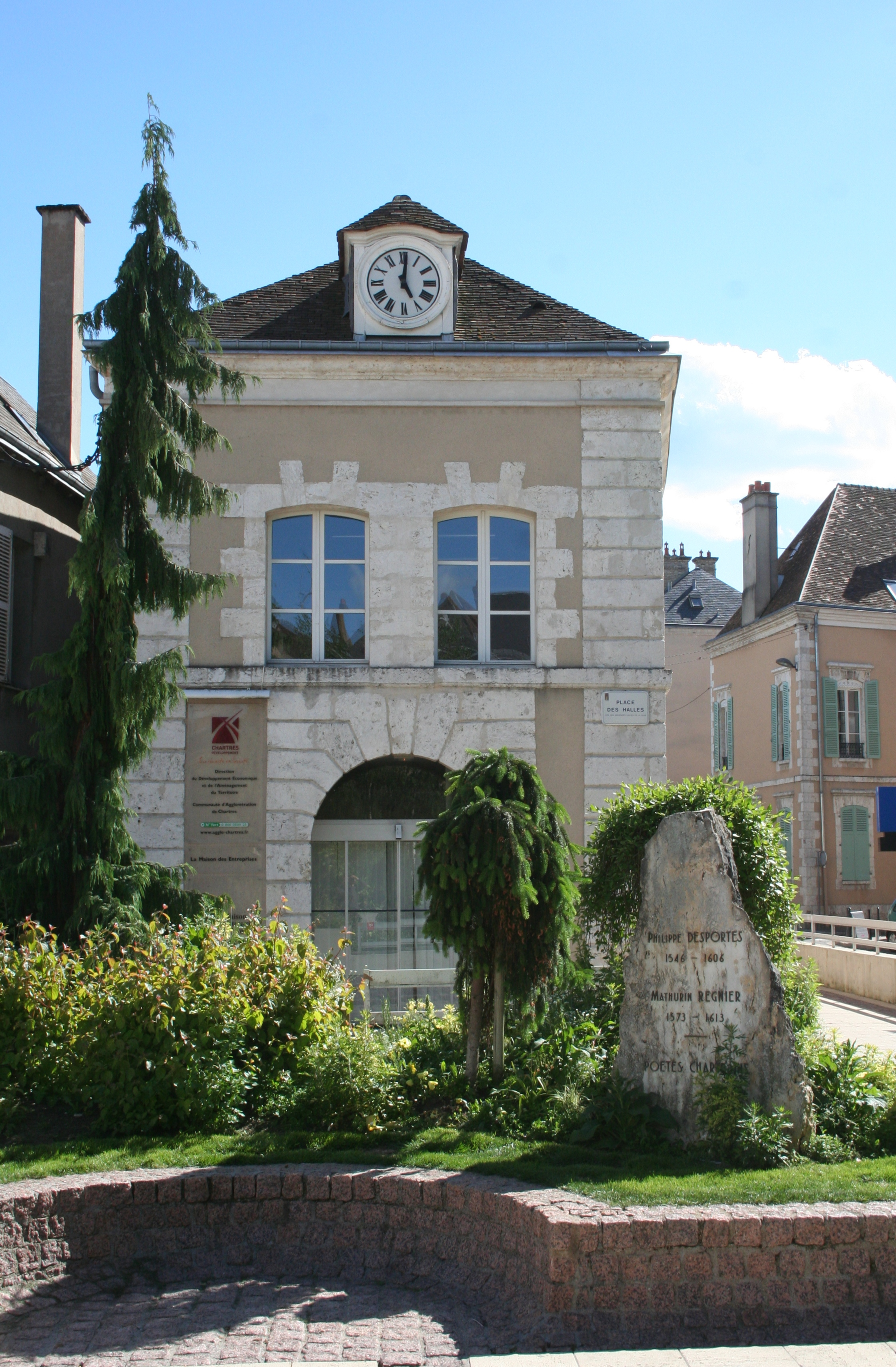
Stèle aux « poètes chartrains », place des Halles, Chartres.
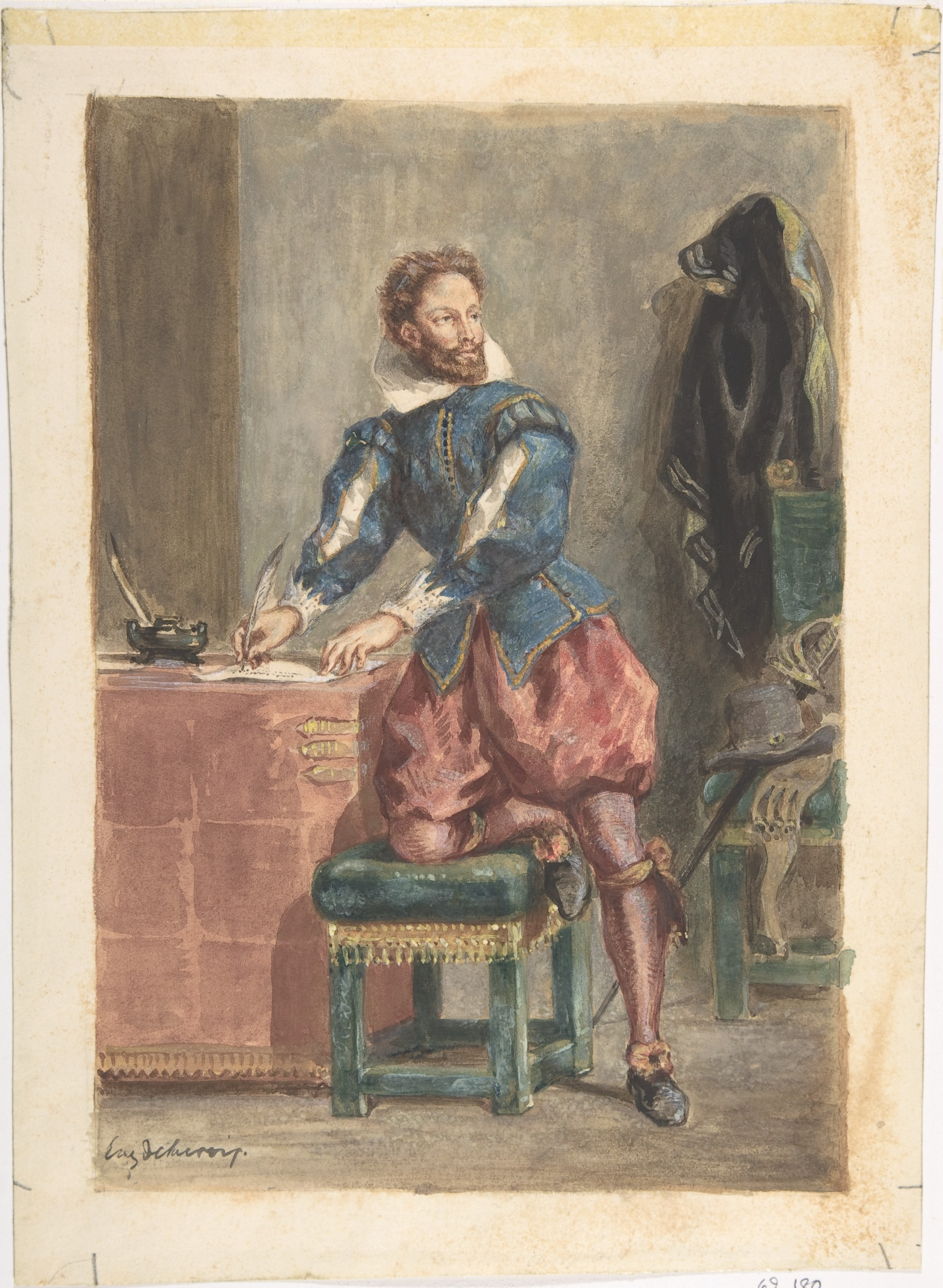
Dessin d'Eugène Delacroix, 1846, Metropolitan Museum of Art.

#### Bases de données et dictionnaires
- Ressources relatives à la musique :   - International Music Score Library Project
  - Discogs
  - MusicBrainz
  - Muziekweb
- Ressources relatives aux beaux-arts :   - Bénézit
  - British Museum
- Ressource relative à la recherche :   - Bibliothèque interuniversitaire de santé
- Ressource relative à la santé :   - Bibliothèque interuniversitaire de santé
- Ressource relative au spectacle :   - César
- Notices dans des dictionnaires ou encyclopédies généralistes :   - Britannica
  - Brockhaus
  - Den Store Danske Encyklopædi
  - Deutsche Biographie
  - Enciclopedia italiana
  - Enciclopedia De Agostini
  - Gran Enciclopèdia Catalana
  - Internetowa encyklopedia PWN
  - Nationalencyklopedin
  - Store norske leksikon
  - Treccani
  - Universalis
- Notices d'autorité :   - VIAF
  - ISNI
  - BnF (données)
  - IdRef
  - LCCN
  - GND
  - Italie
  - Espagne
  - Belgique
  - Pays-Bas
  - Pologne
  - Israël
  - NUKAT
  - Suède
  - Vatican
  - Australie
  - Norvège
  - Tchéquie
  - WorldCat